# E-mu 20K
E-MU 20K es el nombre comercial de una línea de chips de audio de Creative Technology, conocida comercialmente como el conjunto de chips Sound Blaster X-Fi. La serie comprende los chips de audio E-MU 20K1 (CA20K1) y E-MU 20K2 (CA20K2).
El chip 20K1 se lanzó en agosto de 2005 y, desde entonces, se ha utilizado en una variedad de soluciones de audio de Creative y, más recientemente, de otros fabricantes, como Auzentech y Audiotrak.
El procesador de audio de X-Fi era el más potente en el momento de su lanzamiento y ofrecía un motor de conversión de frecuencia de muestreo (SRC) extremadamente robusto, además de opciones mejoradas de enrutamiento de canales de sonido internos y mayores capacidades de mejora de audio 3D. Una parte significativa de la unidad de procesamiento de audio se dedicó a este motor de remuestreo. El motor SRC era mucho más capaz que las ofertas anteriores de tarjetas de sonido de Creative, una limitación que había sido una gran espina en el costado de Creative. La mayoría del audio digital se muestrea a 44.1 kHz, un estándar sin duda relacionado con CD-DA, mientras que las tarjetas de sonido a menudo se diseñaron para procesar audio a 48 kHz. Entonces, el audio de 44.1 kHz debe volver a muestrearse a 48 kHz (los DSP de las tarjetas anteriores de Creative funcionaban a 48 kHz) para que el DSP de audio pueda procesarlo y afectarlo. Una mala implementación de remuestreo introduce artefactos en el audio que se pueden escuchar y medir como una mayor distorsión de intermodulación, dentro de frecuencias más altas (generalmente 16 kHz y más). El motor de remuestreo de X-Fi produce un resultado de calidad casi sin pérdidas, que supera con creces cualquier DSP de tarjeta de audio conocido disponible en el momento del lanzamiento. Esta funcionalidad se utiliza no solo para la reproducción de audio simple, sino también para varias otras funciones de la tarjeta, como "Crystalizer", una tecnología que afirma mejorar la claridad de la música digital a través del análisis digital (compatible con todos los modelos X-Fi, incluidos Xtreme Audio y X-Mod).
El nombre X-Fi también se ha aplicado a tarjetas basadas en los chips CA0106 y CA0110, que pertenecen a la generación anterior Live! /Serie Audigy.

## Especificaciones
El procesador de audio de 130 nm y 51 millones de transistores funciona a 400 MHz y su potencia computacional se estima en 10.000 MIPS, que es unas 24 veces superior al rendimiento estimado de su predecesor, el procesador Audigy. E-MU 20K presenta el Quartet DSP, un conjunto de 4 procesadores de señal digital idénticos interconectados con un bus de anillo amplio.
El chip CA20K1 es un procesador esclavo que requiere una CPU host para controlarlo. El CA20K2 agrega un procesador RISC incorporado que controla la parte de audio; esta configuración protege contra la latencia de audio de su interfaz PCI Express. 20K2 también tiene más puertos de E/S, una interfaz de memoria DDR SDRAM y un componente de arquitectura de audio universal incorporado.
Una gran mejora en el X-Fi DSP con respecto al diseño anterior de Audigy es la revisión completa del motor de remuestreo en la tarjeta. Las tarjetas Audigy anteriores tenían sus DSP bloqueados en 48 kHz/16 bits, lo que significa que cualquier contenido que no coincidiera con este formato tenía que volver a muestrearse en la tarjeta en el hardware, lo que resultó en una grave distorsión de intermodulación. Para X-Fi, Creative reescribió por completo el motor de remuestreo y dedicó más de la mitad de la potencia del DSP al proceso, lo que resultó en un remuestreo muy limpio. Además, en el "modo de creación de audio" con la opción de "reproducción de coincidencia de bits", el X-Fi puede funcionar con una frecuencia de muestreo real de 44,100 Hz sin ningún tipo de remuestreo u otro procesamiento de señal.

## Aplicaciones

### Serie Sound Blaster X-Fi
| Tarjeta                        | Lanzamiento        | SNR (dB) | Interfaz | Chip             | RAM (MiB) | Notas |
| ------------------------------ | ------------------ | -------- | -------- | ---------------- | --------- | --- |
| Elite Pro                      | agosto de 2005     | 116      | PCI      | EMU20K1          | 64        | Software adicional incluido |
| Fatal1ty                       | agosto de 2005     | 109      | PCI      | EMU20K1          | 64        | También conocido como: Fatal1ty FPS / Fatal1ty Edition / Platinum Fatal1ty Champion |
| Platinum                       | agosto de 2005     | 109      | PCI      | EMU20K1          | 2         | |
| XtremeMusic                    | agosto de 2005     | 109      | PCI      | EMU20K1          | 2         | |
| Digital Audio                  | septiembre de 2005 | 109      | PCI      | EMU20K1          | 2         | Variante de XtremeMusic solo para Japón, con extensión de conector adicional. |
| XtremeGamer                    | octubre de 2006    | 109      | PCI      | EMU20K1          | 2         | Tarjeta de perfil bajo (media altura), reemplazo para XtremeMusic. |
| XtremeGamer Fatal1ty Pro       | octubre de 2006    | 109      | PCI      | EMU20K1          | 64        | Básicamente, la tarjeta Fatal1ty/Fatal1ty Edition/Fatal1ty FPS/Platinum Fatal1ty Champion original sin la unidad de E/S y el control remoto. |
| XtremeGamer (OEM)              | julio de 2007      | 109      | PCI      | EMU20K1 y CA0112 | 2         | También conocido como SB0770/SB0772. Es una versión OEM de XtremeGamer, pero de altura completa como XtremeMusic e incorpora el chip CA0112 que permite que la tarjeta funcione con controladores UAA genéricos. |
| Titanium Fatal1ty Champion     | junio de 2008      | 109      | PCIe     | EMU20K2          | 64        | |
| Titanium Fatal1ty Professional | junio de 2008      | 109      | PCIe     | EMU20K2          | 64        | Básicamente, el Titanium Fatal1ty Champion sin la caja de la unidad de E/S. |
| Titanium Professional Audio    | junio de 2008      | 109      | PCIe     | EMU20K2          | 16        | Variante solo para Asia de X-Fi Titanium con cable minijack a 2RCA y blindaje EMI. |
| Titanium                       | septiembre de 2008 | 109      | PCIe     | EMU20K2          | 16        | Primera tarjeta X-Fi para la que Creative Labs puso a disposición una implementación basada en software de Dolby Digital Live para permitir la codificación en tiempo real a DD 5.1 y la posterior salida a través del puerto de salida óptica. DDL también está disponible para todos los demás modelos de titanio. |
| Titanium OEM                   | septiembre de 2008 | 109      | PCIe     | CA20K2           | 16        | Como arriba pero con chip OEM. |
| Titanium HD                    | marzo de 2010      | 122      | PCIe     | CA20K2           | 64        | Primera tarjeta con tecnología de audio para PC THX TruStudio. Salida de corriente de alta calidad Burr-Brown Advanced Segment PCM1794 DAC. Primera tarjeta de sonido Creative PCI/PCI-E interna basada en estéreo con salida RCA chapada en oro desde la ISA AWE64 Gold. Solo disponible en ciertos mercados.       |

### Terceros
| Tarjeta                   | Lanzamiento       | Relación señal-ruido                                                | Chipset | RAM    | Notas |
| ------------------------- | ----------------- | ------------------------------------------------------------------- | ------- | ------ | --- |
| Auzen X-Fi Prelude        | agosto de 2007    | *(120 dB)                                                           | CA20K1  | 64 MIB | Producto X-Fi de gama alta diseñado y comercializado por Auzentech con la colaboración de Creative Labs                                                                                  |
| Auzen X-Fi Forte          | enero de 2009     | *(120 dB para frente, 114 dB para centro, trasero, lateral, woofer) | CA20K2  | 64 MIB | Tarjeta de perfil bajo (media altura) y variante compatible con PCIe de Prelude, producto X-Fi de gama alta diseñado y comercializado por Auzentech con la colaboración de Creative Labs |
| Auzen X-Fi Bravura        | enero de 2010     | 120 dB (salida de auriculares de 1/4"), 114 dB (altavoz)            | CA0110  |        | Variante de alta calidad, especialmente enfocada a la salida analógica, de X-Fi Xtreme Audio tipo PCIE y el primer X-Fi basado en CA0110 de Auzentech.                                   |
| AUDIOTRAK Prodigy 7.1e    | julio de 2009     | 112 dB                                                              | CA0110  |        | Variante de alta calidad de X-Fi Xtreme Audio tipo PCIE y el primer X-Fi de AUDIOTRAK.                                                                                                   |
| Auzen X-Fi HomeTheater HD | julio de 2009     | 109 dB                                                              | CA20K2  | 64 MIB | Variante completa de gama alta de Auzentech X-Fi que se centra especialmente en HDMI 1.3a y paso de audio HD. Soporte de software para transferencia de audio HD.                        |
| Gigabyte G1.Assassin      | marzo de 2011     | 108 dB                                                              | CA20K2  | 128 MB | Tarjeta madre Gaming LGA1366 XL-ATX con chip X-Fi integrado. |
| Gigabyte G1.Sniper        | marzo de 2011     | 108 dB                                                              | CA20K2  | 64 MB  | Placa base Gaming LGA1366 EATX con chip X-Fi integrado. |
| Onkyo WAVIO SE-300PCIE    | abril de 2011     | 120 dB                                                              | CA20K2  | -      | Producto estrella con tarjeta secundaria que proporciona salida 7.1, entrada de línea dedicada y micrófono. Además de entrada/salida digital, auriculares y salida RCA.                  |
| Gigabyte G1.Sniper 2      | agosto de 2011    | 108 dB                                                              | CA20K2  | 64 MB  | Placa base Gaming LGA1155 EATX con chip X-Fi integrado. |
| Gigabyte G1.Assassin 2    | noviembre de 2011 | 108 dB                                                              | CA20K2  | 128 MB | Placa base Gaming LGA2011 EATX con chip X-Fi integrado. |
| Rocketfish RF-71SDCD      | diciembre de 2008 | 108 dB                                                              | CA0111  |        | Producto convencional X-Fi diseñado y comercializado por Rocketfish con la colaboración de Creative Labs                                                                                 |

- Auzentech menciona que solo el SNR teórico ideal del DAC es 120 dB (AKM AK-4396).